# 傅纯显
傅纯显，新加坡空軍少將，歷任中华民国国军空军联队基层飞行员、中队长等职，1976年11月底办理台灣國軍退伍后，歷任新加坡空军作战署中校署长、代理新加坡空军司令、計劃署署長、樟宜空軍基地司令、新加坡国防部督察室主任等職，1988年退休，中华民国空军军官学校毕业。1958年曾参加九二四空战，时任空軍11大隊中尉飞行官于温州湾飛彈擊落1架MiG-17，獲頒7等寶鼎勳章，一星星序獎章。
1973年4月17日时，当时傅纯显还是空军四九九联队的少校中队长，空军官校三十四期毕业的傅纯显，飞的是F-100，当天突然被总部人员叫到台北中华路附近的大同之家去吃饭，他到了一看，都是空军司令、参谋长、副参谋长职务的人。在这项餐会中有位新加坡人，是位姓叶的新加坡军方官员，跟着星国国防部长吴庆瑞来此，主要的目的是希望我国提供星国一些空军上的帮助。大概过了两个礼拜，包括傅纯显在内，一群来自空军各联队的人就到了新加坡。
傅纯显则是在1976年11月底办理退伍后，再一次踏上新加坡空军之路，这一次以退伍身份同去的，尚有蔡发义、周述森等人。第二次到新加坡服务，傅纯显是从新加坡空军作战署作战组组长干起，没多久到1977年年初就升为作战署署长，1979年则奉命成立空军计划署，由于刘景泉已经卸职，他也同时兼任代理空军司令职务一段时间，并且参与重新检讨规划新加坡的建军与国防战略，并对于新加坡的假想敌作敌情评估。1980年傅纯显离开计划署署长职务，转任新加坡樟宜基地司令，后来也历任其他基地司令官，最后则转任新加坡国防部督察室主任直到退休，总计他在退休回到国内之前，傅纯显担任新加坡军职长达十五年，堪称我国军官“前进新加坡”最久的一位。傅纯显到了1988年卸任，回到台湾。